# Muminki w pogoni za kometą
Muminki w pogoni za kometą (fin. Muumi ja punainen pyrstötähti , ang. Moomins and the Comet Chase) – film animowany produkcji fińskiej, ekranizacja powieści Kometa nad Doliną Muminków autorstwa Tove Jansson. Film powstał na bazie części odcinków polskiego serialu Opowiadania Muminków zrealizowanego w latach 1977–1982 w Studio Małych Form Filmowych Se-ma-for.

## Opis fabuły
Rodzina Muminków mieszka w pięknej dolinie, wśród dużych zielonych drzew, w niebieskim domku zbudowanym przez Tatusia. Muminek i Ryjek każdą wolną chwilę poświęcają na eksploracje i wakacyjne zabawy. Pewnego dnia pogodny nastrój zakłóca pojawienie się filozofa Piżmowca zwiastującego koniec świata. Muminek i Ryjek namówieni przez Mamę Muminka decydują się na wyprawę do Obserwatorium, aby przekonać się, jak naprawdę wyglądają gwiazdy i wszechświat i czy światu grozi zagłada.

## Obsada
Wersja fińska:
- Tapani Perttu – Narrator / Tata Muminka
- Jasper Pääkkönen – Muminek
- Johanna Viksten – Mama Muminka
- Taneli Mäkelä – Włóczykij
- Elsa Saisio – Panna Migotka
- Jarmo Koski – Migotek / Paszczak / Piżmowiec
- Outi Alanen  – Mała Mi
- Ilpo Mikkonen – Ryjek

Wersja angielska:
- Max von Sydow – Narrator
- Alexander Skarsgård – Muminek
- Stellan Skarsgård – Tata Muminka / Paszczak
- Kathleen Fee – Mama Muminka
- Peter Stormare – Włóczykij
- Helena Mattsson – Panna Migotka
- Arthur Holden – Migotek
- Mads Mikkelsen – Ryjek
- Terrence Scammell – Piżmowiec

Wersja polska:
- Zbigniew Zamachowski – Narrator
- Marcin Bosak – Muminek
- Leszek Lichota – Tata Muminka
- Ewa Konstancja Bułhak – Mama Muminka
- Janusz Chabior – Włóczykij
- Katarzyna Pakosińska – Panna Migotka
- Maciej Więckowski – Migotek
- Tomasz Tyndyk – Ryjek
- Bartosz Turzyński – Piżmowiec